# Fekete szemeslepke
A fekete szemeslepke (Minois dryas)  a rovarok (Insecta) osztályának a lepkék (Lepidoptera) rendjéhez, ezen belül a tarkalepkefélék (Nymphalidae) családjához tartozó faj.

## Elterjedése
A fekete szemeslepke Észak-Spanyolországban, Franciaországban, Közép- és Kelet-Európában szigetszerű foltokban él. Általában ritka, de Magyarországon gyakori.

## Megjelenése
A fekete szemeslepke hímjének elülső szárnya 3 centiméter hosszú, rajta rendszerint 2 kékes magvú szemfolttal. A hátulsó szárny külső széle hullámos. A nőstény nagyobb termetű, elülső szárnya a 4 centimétert is elérheti, hátulsó szárnya erősen hullámos szélű. Az állatok felső oldala világosabb barna.

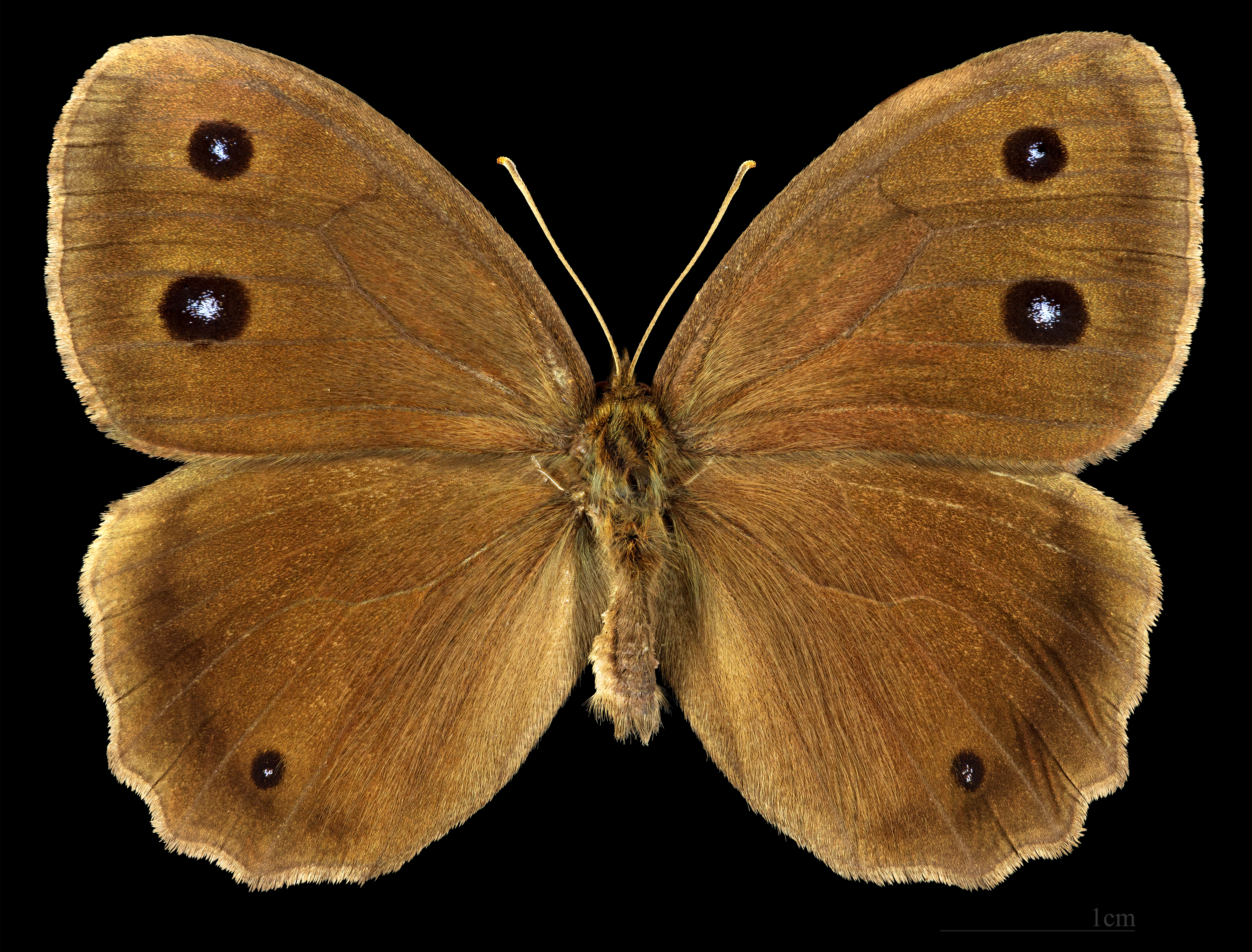
Minois dryas ♂
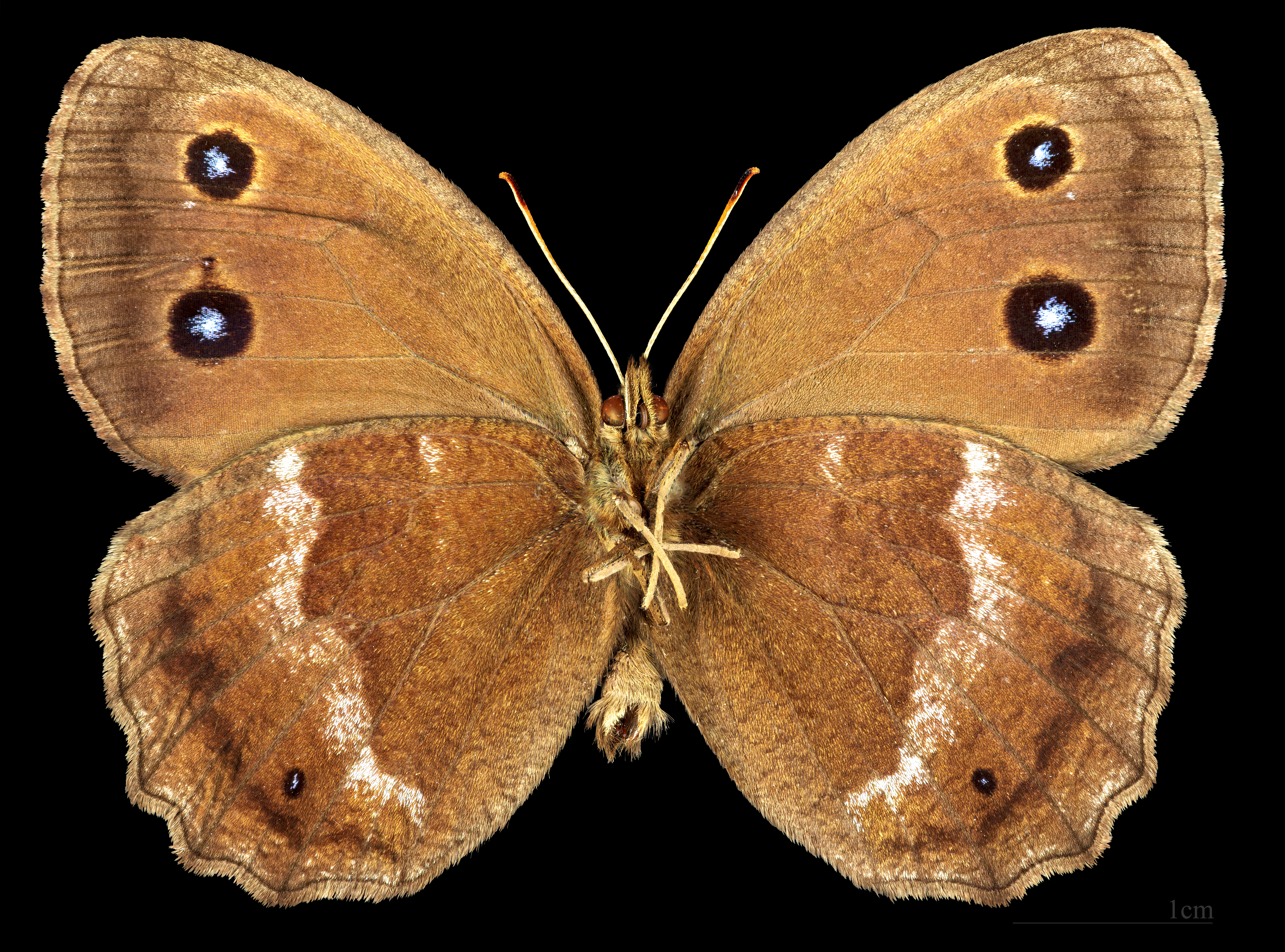
Minois dryas ♂   △

## Életmódja
A fekete szemeslepke láprétek, források közelében levő meleg, nyirkos lejtők, mocsaras erdei rétek lakója, de száraz, napfényes erdőkben, akácosokban, fenyéreken is előfordul, 1500 méter magasságig. A fekete szemeslepke fűfélékkel táplálkozik.
Repülési ideje július–augusztus között van. Hernyóidőszaka szeptembertől júniusig tart, a hernyó áttelel.